# جوائز الأفلام الأوروبية
جوائز الأفلام الأوروبية هي جوائز للأفلام تقدم من قبل أكاديمية الأفلام الأوروبية بدأت في سنة 1988 من برلين الغربية، في هذه الجوائز تعطى كل سنة جائزة لأفضل فيلم أوروبي وكذلك جوائز للمنتجين والممثلين والمخرجين الأوروبيين، كانت تسمى في السابق باسم جوائز فيليكس.

## روابط خارجية
- جوائز الأفلام الأوروبية على موقع IMDb (الإنجليزية)